# 38268 Ценкерт
38268 Ценкерт (38268 Zenkert) — астероїд головного поясу, відкритий 9 вересня 1999 року.
Тіссеранів параметр щодо Юпітера — 3,337.